# Cyrtopodion watsoni
Cyrtopodion watsoni är en ödleart som beskrevs av  Murray 1892. Cyrtopodion watsoni ingår i släktet Cyrtopodion och familjen geckoödlor. Inga underarter finns listade i Catalogue of Life.